# Team 7 Eleven Road Bike Philippines/Saison 2014
Dieser Artikel listet Erfolge und Fahrer des Radsportteams Team 7 Eleven Road Bike Philippines in der Saison 2014 auf.

## Erfolge in der UCI Asia Tour
| Datum         | Rennen                             | Kat. | Sieger      |
| ------------- | ---------------------------------- | ---- | ----------- |
| 22. April     | 2. Etappe Le Tour de Filipinas     | 2.2  | Mark Galedo |
| 21.–24. April | Gesamtwertung Le Tour de Filipinas | 2.2  | Mark Galedo |

## Abgänge – Zugänge
| Zugänge                     | Team 2013                      | Abgänge                      | Team 2014                              |
| --------------------------- | ------------------------------ | ---------------------------- | -------------------------------------- |
| Edgar Nohales               | Polygon Sweet Nice             | Jerry Aquino                 | LBC-MVP Sports Foundation Cycling Team |
| Daniel Patten               | Team SmartStop-Mountain Khakis | Jhon Mark Camingao           | Unbekannt                              |
| Carlos Gasmen               | Neoprofi                       | Ronnel Hualda                | Unbekannt                              |
| Chris Joven                 | Neoprofi                       | Nelson Martin                | Unbekannt                              |
| Edmundo Nicolas             | Neoprofi                       | Harvey Sicam                 | Unbekannt                              |
| Dominic Pérez               | Neoprofi                       | Ryan Tugawin                 | Unbekannt                              |
| Ángel Vázquez (ab 22. Juli) | Neoprofi                       | Daniel Patten (bis 25. Juli) | Asfra Racing Team Oudenaarde           |

## Mannschaft
| Name            | Geburtstag         | Nationalität |
| --------------- | ------------------ | ------------ |
| Mark Bordeos    | 8. Januar 1995     | Philippinen  |
| Ryan Cayubit    | 7. Juni 1991       | Philippinen  |
| Marcelo Felipe  | 10. Februar 1990   | Philippinen  |
| Mark Galedo     | 11. September 1985 | Philippinen  |
| Carlos Gasmen   | 1. September 1990  | Philippinen  |
| Chris Joven     | 24. Mai 1986       | Philippinen  |
| Edmundo Nicolas | 24. November 1990  | Philippinen  |
| Edgar Nohales   | 28. Juli 1986      | Spanien      |
| Dominic Pérez   | 1. Oktober 1994    | Philippinen  |
| Jonipher Ravina | 22. Juni 1981      | Philippinen  |
| Ángel Vázquez   | 6. Mai 1993        | Spanien      |